# Spickard, Missouri
Spickard, Missouri (енгл. Spickard) град је у америчкој савезној држави Мисури.

## Демографија
По попису из 2010. године број становника је 254, што је 61 (-19,4%) становника мање него 2000. године.
| Група             | 2000.       | 2010.       |
| Белци             | 306 (97,1%) | 248 (97,6%) |
| Афроамериканци    | 0 (0,0%)    | 0 (0,0%)    |
| Азијати           | 1 (0,3%)    | 0 (0,0%)    |
| Хиспаноамериканци | 3 (1,0%)    | 4 (1,6%)    |
| Укупно            | 315         | 254         |